# Communauté de communes de la Vallée du Salembre
La communauté de communes de la Vallée du Salembre est une ancienne communauté de communes française située dans le département de la Dordogne, en région Aquitaine.
Elle tirait son nom du Salembre, ruisseau qui arrosait les trois communes.

## Histoire
La communauté de communes de la Vallée du Salembre a été créée le 30 décembre 2003 pour une prise d'effet immédiate.
Par arrêté no 121326 du 6 décembre 2012, un projet de fusion est envisagé entre la communauté de communes de la Vallée du Salembre, la communauté de communes Astérienne Isle et Vern et celle de la Moyenne Vallée de l'Isle. La nouvelle entité territoriale, effective le 1er janvier 2014, prend le nom de communauté de communes Isle Vern Salembre en Périgord.

## Composition
De 2004 à 2013, la communauté de communes de la Vallée du Salembre regroupait les communes suivantes :
1. Chantérac
2. Saint-Aquilin
3. Saint-Germain-du-Salembre

## Administration
| Période       | Période       | Identité          | Étiquette | Qualité                            |
| ------------- | ------------- | ----------------- | --------- | ---------------------------------- |
| décembre 2003 | avril 2008    | André Daix        | PCF       | Maire de Saint-Germain-du-Salembre |
| avril 2008    | décembre 2013 | Jean-Michel Magne | PS        | Maire de Chantérac                 |

## Compétences
- Action de développement économique
- Action sociale
- Assainissement non collectif
- Collecte des déchets des ménages et déchets assimilés
- Développement et aménagement urbains
- Environnement
- Équipements ou établissements culturels, socioculturels, socio-éducatifs ou sportifs
- Plans locaux d'urbanisme
- Tourisme
- Traitement des déchets des ménages et déchets assimilés
- Voirie

### Sources
- Le SPLAF (Site sur la Population et les Limites Administratives de la France)
- La base ASPIC de la Dordogne - (Accès des Services Publics aux Informations sur les Collectivités)